# Lackfi János
Lackfi János (születési neve: Oláh János; Budapest, 1971. május 18. –) József Attila-díjas magyar költő, író, műfordító, tanár, Nyugat-kutató, fotós.

## Életútja
Szülei Mezey Katalin és Oláh János. Publikálása kezdetekor vette fel a Lackfi nevet, hogy apjával össze ne tévesszék.
1985–1989 között a Táncsics Mihály Gimnázium diákja, első publikációja ebben az időszakban, 1987-ben jelent meg. Az ELTE BTK magyar–francia szakán szerzett diplomát 1996-ban, majd az ELTE-n a Magyar Irodalomtörténet tanszéken doktorált. 1994-ben már a JPTE Francia Tanszékén tartott kurzust a belga irodalomról. A Pázmány Péter Katolikus Egyetem Francia Tanszékén tanított 1996 és 2013 között, docensként. Vörös Istvánnal együtt indította a kreatív írás programot, melynek egyik vezető oktatója volt.
1999 és 2013 között a Nagyvilág című folyóirat szerkesztője, 2000-től 2005-ig a Dokk.hu internetes folyóirat egyik alapító szerkesztője volt. A Magyar Írószövetség és a JAK tagja, 1997-ben a Magyar PEN Club titkára volt.
Irodalmi tevékenysége mellett fényképei a Kalligram, a Kortárs és a Liget című folyóiratokban jelentek meg. Párok című első önálló kiállítása Kaposvárott, Piliscsabán, majd Budapesten, az Írószövetség Klubjában volt látható.
Hat gyermek édesapja: Simon (1992), Margit (1995), Dorottya (1997), Johanna (1999), Ágnes (2002) és Julianna (2015). Felesége Bárdos Júlia művészettörténész, Bárdos Lajos Kossuth-díjas zeneszerző unokája. Négy unokájuk van, Vilmos (2015), Aliz (2016), Gergő (2017), Lujza (2019).
Kedvelt költői Kosztolányi Dezső és Weöres Sándor.

## Díjai, ösztöndíjai, elismerései
- 1991: Művészeti Alap ösztöndíj
- 1992: Gérecz Attila-díj
- 1995: MAOE Hidas Antal-jutalma
- 1995: TEMPUS-ösztöndíj a brüsszeli ULB egyetemen
- 1997: a kárpátaljai Pánsíp folyóirat és az Írószövetség szonettpályázatának fődíja
- 1997: az Első Soproni Bordalverseny Különdíja
- 1998: a Société des Gens de Lettres Illyés Gyula-díja
- 1998: Soros-ösztöndíj
- 1999: a belga Kulturális Minisztérium Műfordítói Díja (Prix de traduction littéraire de la Communauté Française de Belgique)
- 1999: Hajnóczy Péter prózaírói ösztöndíj
- 1999: NKA ösztöndíj
- 2000: A Kortárs Irodalmi Központ és a Petőfi Irodalmi Múzeum Vörösmarty-pályázatának díja
- 2000: József Attila-díj
- 2001: Déry Tibor-díj
- 2002: Palócföld, Mikszáth-pályázat III. díj
- 2002: Salvatore Quasimodo-különdíj
- 2002: Új Forrás interjúpályázat fődíja
- 2003: Móricz Zsigmond-ösztöndíj
- 2004: A párizsi Centre National du Livre műfordítói ösztöndíja, 2004.
- 2004: Év Gyermekkönyve díj (A buta felnőtt)
- 2005: Katona József drámaírói alkotói támogatás (Édes Anyanyelvünk, 2.)
- 2005: Örkény István-ösztöndíj
- 2006: NKA drámaírói ösztöndíj
- 2007: Aranyvackor-pályázat, a Móra kiadó díja
- 2008: NKA drámaírói ösztöndíj
- 2008: Év Gyermekkönyve díj (Kövér Lajos aranykeze)
- 2009: Anyanyelvi Pályázat I. díja
- 2009: XIV. Drámaíróverseny díja
- 2009: Európai Költészeti Akadémia Pegazus-díja
- 2009: Szép magyar könyv 2009 - Elismerő oklevél a Részeg elefánt kötetért
- 2010: NKA drámaírói támogatás
- 2010: Együtt lenni jó! - mesepályázat fődíja
- 2010: NKA forgatókönyvírói támogatás
- 2010: Vilmos-díj
- 2010: Janikovszky Éva-díj
- 2011: Salvatore Quasimodo-különdíj
- 2013: Prima Primissima díj
- 2013: Győri Könyvszalon alkotói díj[3]
- 2021: Magyarország Babérkoszorúja díj

## Művei

### Versek
- Magam (1992, Kézirat Kiadó)
- Hosszú öltésekkel (1995, Tevan Kiadó)
- Illesztékek (1998, Tevan Kiadó)
- Öt seb (2000, Belvárosi Kiadó)
- Elképzelhető (2001, Nagyvilág)
- Hófogók (2003, Ister)
- Állatok a tubusból. XX. századi magyar festők műveiből; vál. Alföldi Róbert, vers Lackfi János, Tóth Krisztina, Varró Dániel; Csimota, Bp., 2003
- A buta felnőtt (2005), gyerekversek (Móra)
- Bögre család, gyerekversek (2005, Csimota)
- Hőveszteség (2005, Palatinus)
- Törpe és óriás között (2007), gyerekversek, mondókák (Móra)
- A Bögre család újabb kalandjai; Noran, Bp., 2007 (Noran mesél)
- Apám kakasa (Vörös Istvánnal, 2009) gyerekversek (Noran)
- A részeg elefánt (2009) gyerekversek (Móra)
- Ugrálóház (2010) Versek és mondókák kicsiknek (Egmont)
- Élő hal. Versek, 2004–2008; Helikon, Bp., 2011; ISBN 9789632272658
- Kapjátok el Tüdő Gyuszit! (2013) Versek felnőttes gyerekeknek és gyerekes felnőtteknek (Móra) ISBN 9789631194197
- Százérintő. Ölbeli játékok és mondókák. Lackfi János mondókáival és J. Kovács Judit játékleírásaival; Móra, Bp., 2013
- Paradicsomleves betűtésztával. Etetős versek a menzáról; Betűtészta, Budakeszi, 2014
- Lackfi János–Vörös István: Apám kakasa. Változatok klasszikus magyar gyerekversekre. Új versekkel; Kolibri, Bp., 2015
- Öt seb. Versek; Szent István Társulat, Bp., 2015
- Robban az iskola. Gyerekversek ünnepekre és köznapokra; Móra, Bp., 2016
- Szóvihar. Összegyűjtött versek, 1988–2003; Helikon, Bp., 2016
- Ugrálóház. Versek, mondókák kicsiknek; Móra, Bp., 2016 + CD
- Zozó és a hajrengeteg. Szókimondóka 1., család; TreeFa World Productions, Bp., 2016
- Szókimondóka mesesorozat 1.; TreeFa World Productions, Bp., 2016
- Szókimondóka mesesorozat 2.; TreeFa World Productions, Bp., 2016
- Lackfi János–Szabó T. Anna: Ikertükör. Élő versek – utazás a világ körül; Média a Családért Alapítvány–Képmás 2002 Kft., Bp., 2016
- Lackfi János–Vörös István: Csavard fel a szöveget; Athenaeum, Bp., 2016
- Élni hogy kell? Kisjuli-versek; Pagony, Bp., 2016
- Verslavina. A nő meg a férfi ha 40 (vagy több vagy kevesebb); Szabó T. Anna, Lackfi János és még sokan mások; Athenaeum, Bp., 2016
- Lackfi János–Páll Viktória: Óvodai mondókás. Az óvodai napirend mondókásan, színezősen; Neteducatio Kft., Bp., 2017 (Modern mesesarok)
- Lackfi János–Vörös István: Szilágyi Örzsébet e-mailjét megírta; Helikon, Bp., 2017
- Emberszabás. Versek, 2010–2016; Helikon, Bp., 2018
- Tizenöt Korniss-vers; Szépművészeti Múzeum, Magyar Nemzeti Galéria, Bp., 2018
- Csillagködök. Szókimondóka 3., levegő; TreeFa World Productions, Bp., 2018
- Mi leszek, ha nagy leszek? Verses ábécé; Cerkabella, Szentendre 2019
- Szorzótábla seperc alatt; dalok Malek Andrea; Teknős Könyvek, Bp., 2018 + CD
- Mi az öröm? Versek Lesznai Anna nyomán; Balatonfüred Városért Közalapítvány, Balatonfüred, 2019 (Tempevölgy könyvek)
- Van tüzed? Istenes versek; Szt. István Társulat, Bp., 2019
- Mi leszek, ha nagy leszek? Verses ábécé; Cerkabella, Szentendre, 2019
- Hej, Sionról fúj a szél... Zsoltárok népdalritmusra; Harmat, Bp., 2020 + CD
- A visszakapott emberarcok keresztútja; Szt. István Társulat, Bp., 2023
- Aranyalma, zsák zsizsik. Vicces ábécé; Móra, Bp., 2023
- Esőtánc. Versek, 2017–2023; Szóvihar, Zsámbék, 2023
- Sistergő zsoltárok; Harmat, Bp., 2023
- Miért engedi Isten?; Szt. István Társulat, Bp., 2024
- Plaza Balassi (2011)

### Drámák
- A túlélők háza
- Nyelvlecke, magyar–francia nyelvű rádiójáték (Magyar Rádió; France-Culture, Párizs; Jyleisradio, Helsinki, 2004)
- És a busz megy (Nyílt Fórum Füzetek) Pécs (2006)Boss Unger Dominik
- Hambi-pipőke, Pécs (2006)

### Próza
- Két csavart szaltó. Két kisregény / Szabadulás / Kegyetlen rekviem; Ister, Bp., 2002 (Ister kortárs írók)
- Halottnéző (2007, Noran)
- Kövér Lajos színre lép (2007) meseregény (General Press)
- Kövér Lajos aranykeze (2008) meseregény (Noran)
- Domboninneni mesék (2010) mesék (Móra)
- Átváltozós mesék; Cartaphilus, Bp., 2011
- Heni és a hajmeresztő terv; Egmont, Bp., 2011 (Együtt olvasni jó!)
- Karácsonyi vándorok; Móra, Bp., 2011
- A legnehezebb kabát. Történetek; Helikon, Bp., 2011
- Nini néni és a többiek. Hetven mese magyar írók tollából; vál., szerk. Lackfi János; Egmont, Bp., 2011
- Születik vagy csinálják? Mai magyar költők a versírásról; szerk. Lackfi János; Nemzeti Tankönyvkiadó, Bp., 2011
- Csak úszóknak! Prózák, esszék, tanulmányok; Helikon, Bp., 2012
- Milyenek a magyarok? Útikalauz kül- és belföldieknek; Helikon, Bp., 2012
- Homo hungaricus. Magyar man (Milyenek a magyarok?); angolra ford. Ralph Berkin; Helikon, Bp., 2013
- Milyenek még a magyarok? Ínyenceknek; Helikon, Bp., 2013
- Három a magyar igazság. Hajmeresztő történetek; Helikon, Bp., 2014
- Szakimesék; Kolibri, Bp., 2014
- A világ legrövidebb meséi; Móra, Bp., 2014
- Belvárosi gyümölcsök. Egy ház és lakói; Pagony, Bp., 2015
- Egy a ráadás. Kacifántos történetek. A Milyenek a magyarok sorozat folytatása, +1; Helikon, Bp., 2016
- Szerelmi nyomozás. Ifjúsági regény; Scolar, Bp., 2016
- Gipszmüzli és epertorta; Kossuth, Bp., 2016 (Dombontúli mesék)
- Élő lavór és lassított foci; Kossuth, Bp., 2016 (Dombontúli mesék)
- Semmitűz és marharépa; Kossuth, Bp., 2016 (Dombontúli mesék)
- Se pipogyák, se nyámnyilák; Kossuth, Bp., 2017 (Dombontúli mesék)
- Ijjas Tamás–Lackfi János: A világ leggonoszabb meséi; Móra, Bp., 2017
- Álompince és citromos arcvíz; Kossuth, Bp., 2017 (Dombontúli mesék)
- Csihi-puhi és kerek perec; Kossuth, Bp., 2017 (Dombontúli mesék)
- Öreganyák és oli-olimpia; Kossuth, Bp., 2017 (Dombontúli mesék)
- Japán harcosok és sima buli; Kossuth, Bp., 2017 (Dombontúli mesék)
- Koszfészek és átjárótitok; Kossuth, Bp., 2017 (Dombontúli mesék)
- Hangyatojás és plüsstámadás; Kossuth, Bp., 2017 (Dombontúli mesék)
- Csupapiszok és fagyipötty; Kossuth, Bp., 2017 (Dombontúli mesék)
- Sárgolyók és hősi harc; Kossuth, Bp., 2017 (Dombontúli mesék)
- Titkos titok és jégtáblás nagyeskü; Kossuth, Bp., 2017 (Dombontúli mesék)
- Levágott fül. Regény; Helikon, Bp., 2018
- Minden napra egy sztori. Egypercesek egy évadra; Helikon, Bp., 2019
- Lackfi János–Molnár Krisztina Rita: Titkos versműhely. Kreatív írás ötletek és tippek; Móra, Bp., 2019
- Kincskereső kisködmön. Móra Ferenc regénye újragondolva; Naphegy, Bp., 2019 + CD
- Száll a kakukk a fészre; Helikon, Bp., 2019
- Életem első könyve; Pagony, Bp., 2020
- Hogyan írjunk verset? Kreatív gyakorlatok; Helikon, Bp., 2020
- Jóság néni csokija; Kálvin, Bp., 2020
- Igaz mese a karácsonyról; Cerkabella, Szentendre, 2020
  1. Jóéjtpuszi; Harmat, Bp., 2021
  2. Jóéjtpuszi; Harmat, Bp., 2022
- Lackfi János–J. Kovács Judit: Kerekítő százérintő. Mai mondókák, ölbeli játékok; 2. felújított kiad.; Móra, Bp., 2021
- Igaz mese a Mikulásról; Cerkabella, Szentendre, 2021 (Mesepogácsa)
- Igaz mese a húsvétról; Cerkabella, Szentendre, 2022
- Bejgliköztársaság; Helikon, Bp., 2022
- Igaz mese a keresztelésről; Cerkabella, Szentendre, 2023
- Rocky; Helikon, Bp., 2023

### Műfordítások
- Jean Echenoz: A greenwichi hosszúsági kör (regény – műfordítás, 1996, Ferenczy)
- Paul Nougé: A költő arcképe (versek – műfordítás, 1996, JPTE-Belgiumi Francia Közösség)
- Guy Goffette: Vízhalász (versek – műfordítás, Tóth Krisztinával és Imreh Andrással, 1997, Széphalom)
- A lélek tájképei – Hat belga szimbolista költő (esszék és műfordítások, 1997, Széphalom)
- André Breton: Nadja (regény – műfordítás, 1997, Maecenas)
- Gérard Bayo: Válogatott versek (versek, műfordítás Timár Györggyel közösen, 1997, Orpheusz)
- Max Jacob: Örök újdonságok (versek; vál., ford, kísérőtanulmány, 1998, PKE)
- Yves Namur: A hét kapu könyve (versek – műfordítás, Timár Györggyel, 1998, Széphalom)
- Liliane Wouters: A vér zarándoklata (versek – műfordítás, Tóth Krisztinával és Ferenczi Lászlóval, 1999, Széphalom)
- Maurice Maeterlinck: Pelléas és Mélisande (válogatott drámák – műfordítás, Bárdos Miklóssal, utószó, 1999, Széphalom)
- Lorand Gaspar: Az anyag negyedik halmazállapota (válogatás, fordítás, többekkel közösen, 1999, Múlt és Jövő)
- Jean-Pierre Lemaire: Körülmetélt szív (versek, vál., ford, kísérőtanulm, 1999, PKE)
- Pierre Reverdy: Üvegtócsák (válogatás, utószó, fordítás többekkel közösen, 1999, Orpheusz)
- Maurice Maeterlinck: A kék madár (2006)[4]
- Szerelem a síneken, Kortárs francia-belga elbeszélők (válogatott elbeszélésgyűjtemény, utószó, fordítás többekkel, Nagyvilág, 2002)[5]
- Christian Gailly: Be-bop (Mágus, 2003)
- A hatlapú rigó. Kortárs francia-belga költők (vál., utószó, ford. többekkel, Nagyvilág, 2004)
- Benno Barnard: A hajótörött (vál., utószó, ford. Tóth Krisztinával, Gera Judittal, Széphalom, 2004)
- Yvon Givert: Gyümölcsök pálinkában (Széphalom, 2006)
- Etta Kaner: Isznak-e forró csokit a békák? Éljük túl a hideget!; ill. John Martz, ford. Lackfi János; Móra, Bp., 2020

### Idegen nyelven megjelent
- Signes de vie (2001, Belgium, versek francia nyelven, ford: Lorand Gaspar, Sarah Clair, Georges Timar)
- Deux saltos vrillés. Deux récits; franciára ford. Dornacher Kinga; Széphalom Könyvműhely, Bp., 2006
- Homo hungaricus. Magyar man (Milyenek a magyarok?); angolra ford. Ralph Berkin; Helikon, Bp., 2013
- Kakvi sza ungarcite? (Milyenek a magyarok?); bolgárra ford. Adriana Petkova; Riva, Sofia, 2015

### Színház
- Királyasszony lovagja (2004, dramaturg)[6]
- Pelléas és Mélisande (2005, fordító)[7]
- A pénzes zsák (2005, fordító)[8]
- A kék madár (2006, fordító)[9]
- Phaedra (2006, fordító)[10]

### Film
- Világzabáló és a visszacsinálók (2019, magyar homokanimációs mesefilm)[11]

## Filmszerepei
- Halászóember (2004, színész)[12]
- Penge (2009, műsorvezető)

## CD-k és hangoskönyvek
- Lovasi András–Lackfi János: Heidl György dalai; Helikon, Bp., 2007 (Hangzó Helikon) + CD
- Molnár György–Lackfi János: Verskardigán. Lackfi János és az Aphonia zenekar; Narraor Records, Bp., 2013
- Herczku Ágnes–Novák Péter: Lackfi János; L'Harmattan, Bp., 2017 + CD
- Lackfi János: Milyenek a magyarok?; a szerző előadásában; Kossuth–Mojzer, Bp., 2017
- Lackfi János: Milyenek MÉG a magyarok?; a szerző előadásában; Kossuth–Mojzer, Bp., 2017
- Lackfi János: Három a magyar igazság; a szerző előadásában; Kossuth–Mojzer, Bp., 2019
- Lackfi János: Egy a ráadás – Kacifántos történetek; a szerző előadásában; Kossuth–Mojzer, Bp., 2020

### Egyéb
- Litera Netnapló[13]
- A lélek tájképei – Hat belga szimbolista költő (1997)
- Fájdalmas matematika: kritikák kortárs magyar költőkről (2004, Parnasszus könyvek – Magasles, Hanga Kiadó)
- Peti az állatkertben (Beszédes könyvek, 2004), ISBN 9632174887

### Interneten elérhető művei
- mek.oszk.hu

Verses kötetei az Elektronikus Könyvtárban
Elképzelhető Archiválva 2008. május 27-i dátummal a Wayback Machine-ben
Hófogók Archiválva 2008. május 27-i dátummal a Wayback Machine-ben
Két csavart szaltó
- epa.oszk.hu

Nem voltak történetei (regény)
Ó városok
- terasz.hu Vettem/Kaptam IV. Archiválva 2014. április 22-i dátummal a Wayback Machine-ben 77. Ünnepi Könyvhét (jegyzet: Az Élet Sólya – Az Irodalom Hajója), 2006
- Forrás folyóirat: forrasfolyoirat.hu

a google.hu-val
- Vigilia vigilia.hu

a google.hu-val
Inga; Egérszív (versek)
Jelek, petárdák, válaszutak Kereszténység és művészet ma (esszé) – 78. évf. 3. sz. / 2013
- A kortarsonline.hu-n
- Élet és Irodalom

Létige (vers) – XLIII. évfolyam, 51-52. szám, 1999. december 22.
a google.hu-val
- József Attila Megyei és Városi Könyvtár adatbázisa:

a google.hu-val
Diszkrét lenyomat; Innen haza (versek) – Új Forrás 35. évfolyam 1. szám, 2003. január
- A Mozgó Világ Online-on
- inaplo.hu

Egy szerelem innenső partja (fordítás) – Nagyvilág világirodalmi folyóirat XLVI. évfolyam, 2. szám 2001. február
Ország, átutazóban: Mai luxemburgi irodalom – Lackfi János összeállítása – Nagyvilág világirodalmi folyóirat XLVI. évfolyam, 11. szám 2001. november
a google.hu-val
- Mackó Könyvtár macibolt.hu

Három nyári medvevers
Mi jár a Maci fejében?